# Клаудиус, Лесли
Ле́сли Уо́лтер Кла́удиус (англ. Leslie Walter Claudius, 25 марта 1927, Биласпур, Уттар-Прадеш, Британская Индия — 20 декабря 2012, Калькутта, Индия) — индийский хоккеист английского происхождения (хоккей на траве), полузащитник. Трёхкратный олимпийский чемпион 1948, 1952 и 1956 годов, серебряный призёр летних Олимпийских игр 1960 года.

## Биография
Лесли Клаудиус родился 25 марта 1927 года в индийском городе Биласпур. В его семье было девять детей.
Учился в английской средней школе Юго-Восточной железной дороги в Биласпуре.
Спортивную карьеру начал как футболист, выступая за команду Бенгальско-Нагпурской железной дороги. Хоккейную карьеру начал в 1946 году благодаря стечению обстоятельств: Клаудиус присутствовал в качестве зрителя на хоккейном турнире, в котором участвовали две команды той же железной дороги. В ходе турнира капитан Дики Кэрр неожиданно попросил его заменить травмированного игрока. Очень удачно войдя в игру, Клаудиус оставался в хоккейной команде на протяжении всего турнира. После турнира полностью перешёл в хоккей на траве и в кратчайшие сроки смог улучшить свои игровые навыки. Продолжал выступать за Бенгальско-Нагпурскую железную дорогу.
В 1948 году вошёл в состав сборной Индии по хоккею на траве на Олимпийских играх в Лондоне и завоевал золотую медаль. Играл на позиции полузащитника, провёл 1 матч, мячей не забивал.
В 1952 году вошёл в состав сборной Индии по хоккею на траве на Олимпийских играх в Хельсинки и завоевал золотую медаль. Играл на позиции полузащитника, провёл 2 матча, мячей не забивал.
В 1956 году вошёл в состав сборной Индии по хоккею на траве на Олимпийских играх в Мельбурне и завоевал золотую медаль. Играл на позиции полузащитника, провёл 5 матчей, забил 1 мяч в ворота сборной США.
В 1960 году вошёл в состав сборной Индии по хоккею на траве на Олимпийских играх в Риме и завоевал серебряную медаль. Играл на позиции полузащитника, провёл 6 матчей, мячей (по имеющимся данным) не забивал. Был капитаном команды.
Клаудиус — один из семи индийских хоккеистов, которые трижды выигрывали олимпийское золото (наряду с Ричардом Алленом, Дхианом Чандом, Ранганатханом Фрэнсисом, Балбиром Сингхом, Рандхиром Сингхом Джентлом, Удхамом Сингхом). Однако только он и Удхам Сингх помимо трёх золотых имеют ещё и серебряную олимпийскую медаль. В Книге рекордов Гиннесса вместе с Удхамом Сингхом упоминается как спортсмен, который выиграл наибольшее количество олимпийских медалей в хоккее на траве.
Был первым индийским хоккеистом, который провёл за сборную 100 матчей. Помимо Олимпийских игр участвовал в европейском (1949), малайзийском (1952), австралийском и новозеландском турне (1955) и на Азиатских играх в Токио (1958), где стал серебряным призёром.
С 1960 года по завершении летних Игр в Риме на протяжении пяти лет продолжал выступления на национальном уровне. В 1965 году завершил игровую карьеру.
Был менеджером сборной Индии по хоккею на траве на летних Азиатских играх 1974 и 1978 годов, где она дважды завоевала серебро.
В 1980-х два года работал инспектором матчей Индийской хоккейной ассоциации, но был вынужден отказаться от этой должности, поскольку не мог совместить многочисленные поездки со своей профессиональной деятельностью в таможенных органах Калькутты, где работал в 1949—1985 годах. После выхода на пенсию работал в судейской комиссии Бенгалии.
Умер 20 декабря 2012 года в Калькутте после продолжительной болезни — цирроза печени. Похоронен в Калькутте на кладбище Лоуэр Сиркулар Роад.

## Семья
Воспитывал четверых сыновей. Один из них, Роберт Клаудиус, выступал за сборную Индии по хоккею на траве на чемпионате мира 1978 года и в том же году погиб в автомобильной аварии. Ещё один из сыновей жил в Калькутте с отцом, двое других — в австралийском Мельбурне.

## Награды и звания
В 1971 году стал шестым индийским хоккеистом, удостоенным одной из высших государственных наград «Падма Шри».
В 2011 году главный министр Западной Бенгалии вручил Клаудиусу награду «Бхарата Гаурава», учрежденную Восточно-Бенгальским клубом в его честь.
В 2012 году в Лондоне на период проведения летних Олимпийских игр одна из станций была переименована в честь Клаудиуса на специальной «Олимпийской карте легенд». Он был одним из шести знаменитых хоккеистов, которых удостоили такой чести, и одним из троих индийцев наряду с Дхианом Чандом и Рупом Сингхом..
В 2012 году власти Западной Бенгалии удостоили Клаудиуса звания Банга Бибхушан.